# Broye (Saona i Loira)
Broye és un municipi francès, situat al departament de Saona i Loira i a la regió de Borgonya - Franc Comtat. L'any 2007 tenia 829 habitants.

## Demografia

### Població
El 2007 la població de fet de Broye era de 829 persones. Hi havia 348 famílies, de les quals 88 eren unipersonals (52 homes vivint sols i 36 dones vivint soles), 124 parelles sense fills, 120 parelles amb fills i 16 famílies monoparentals amb fills.
La població ha evolucionat segons el següent gràfic:
Habitants censats

### Habitatges
El 2007 hi havia 460 habitatges, 349 eren l'habitatge principal de la família, 86 eren segones residències i 25 estaven desocupats. 425 eren cases i 29 eren apartaments. Dels 349 habitatges principals, 268 estaven ocupats pels seus propietaris, 69 estaven llogats i ocupats pels llogaters i 12 estaven cedits a títol gratuït; 2 tenien una cambra, 24 en tenien dues, 65 en tenien tres, 98 en tenien quatre i 160 en tenien cinc o més. 286 habitatges disposaven pel capbaix d'una plaça de pàrquing. A 146 habitatges hi havia un automòbil i a 173 n'hi havia dos o més.

### Piràmide de població
La piràmide de població per edats i sexe el 2009 era:
| Homes | Edats   | Dones |
| ----- | ------- | ----- |
| 0     | 95 o +  | 4     |
| 0     | 90 a 94 | 12    |
| 8     | 85 a 89 | 4     |
| 12    | 80 a 84 | 12    |
| 28    | 75 a 79 | 16    |
| 24    | 70 a 74 | 24    |
| 24    | 65 a 69 | 32    |
| 24    | 60 a 64 | 28    |
| 16    | 55 a 59 | 12    |
| 32    | 50 a 54 | 16    |
| 16    | 45 a 49 | 20    |
| 32    | 40 a 44 | 24    |
| 36    | 35 a 39 | 28    |
| 4     | 30 a 34 | 8     |
| 16    | 25 a 29 | 20    |
| 20    | 20 a 24 | 12    |
| 16    | 15 a 19 | 8     |
| 36    | 10 a 14 | 12    |
| 28    | 5 a 9   | 8     |
| 20    | 0 a 4   | 4     |

## Economia
El 2007 la població en edat de treballar era de 499 persones, 356 eren actives i 143 eren inactives. De les 356 persones actives 328 estaven ocupades (186 homes i 142 dones) i 28 estaven aturades (12 homes i 16 dones). De les 143 persones inactives 50 estaven jubilades, 43 estaven estudiant i 50 estaven classificades com a «altres inactius».

### Ingressos
El 2009 a Broye hi havia 327 unitats fiscals que integraven 772,5 persones, la mediana anual d'ingressos fiscals per persona era de 17.702 €.

### Activitats econòmiques
Dels 16 establiments que hi havia el 2007, 1 era d'una empresa alimentària, 6 d'empreses de construcció, 1 d'una empresa de comerç i reparació d'automòbils, 1 d'una empresa d'hostatgeria i restauració, 1 d'una empresa d'informació i comunicació, 3 d'empreses de serveis, 2 d'entitats de l'administració pública i 1 d'una empresa classificada com a «altres activitats de serveis».
Dels 7 establiments de servei als particulars que hi havia el 2009, 2 eren paletes, 1 guixaire pintor, 1 electricista, 1 empresa de construcció i 2 restaurants.
L'únic establiment comercial que hi havia el 2009 era una fleca.
L'any 2000 a Broye hi havia 15 explotacions agrícoles que ocupaven un total de 399 hectàrees.

## Equipaments sanitaris i escolars
El 2009 hi havia una escola elemental.

## Poblacions més properes
El següent diagrama mostra les poblacions més properes.